# Rassemblement démocratique et populaire
Le Rassemblement démocratique et populaire (RDP) est un parti politique sénégalais, dont le leader est Ibrahima Masseck Diop, enseignant.

## Histoire
Le RDP est créé officiellement le 28 décembre 1998.
Il ne semble guère actif aujourd'hui.

### Ibrahima Masseck Diop
Né à Thilmakha (Sénégal) en 1944, enseignant retraité, 37 ans de service, surveillant général.
Il a écrit :
- un roman polotico-syndical sur mai 1968.
- La bataille de Guille, pièce de théâtre, jouée par la télévision sénégalaise en 1995
- La mort de Samba Laobe à Tivaouane.
- La mort de Jeeri Joor à Thiès, il a aussi écrit en wolof.

## Orientation
Ses objectifs déclarés sont « de supprimer toute forme d'oppression, de classe et de caste, par la conquête du pouvoir politique, la socialisation des moyens de production et d'échanges, l'instauration d'une société communautaire et d'une véritable démocratie au service du peuple ».

## Symboles
Ses couleurs sont le blanc et le noir, son emblème est un cheval cabré.

## Organisation
Le siège du parti se trouve à Dakar Sicap-Liberté 6 N°6401.